# ناکامل‌پرنده
ناکامل‌پرنده(نام علمی: Atelornis) نام یک سرده از تیره سبزقبای زمینی است.

## گونه‌ها
- سبزقبای زمینی سرحنایی, Atelornis crossleyi
- سبزقبای زمینی پیتاشکل, Atelornis pittoides